# ウィスキー税反乱
ウィスキー税反乱（ウィスキーぜいはんらん、英:Whiskey Rebellion または Whiskey Insurrection）は、初代合衆国大統領ジョージ・ワシントン時代のアメリカ合衆国で1791年から1794年にかけて起きたウィスキーへの課税に対して行われた大規模な反対運動（租税抗議運動）、暴動。ウイスキー反乱、ウイスキー一揆とも。狭義では1794年にペンシルベニア州西部辺境地で起こった大規模暴動と、それを連邦軍が鎮圧した出来事を指すが、納税拒否運動自体はペンシルベニア西部以外でも起きていた。
アメリカ独立戦争後、成立して間もないアメリカ合衆国連邦政府は戦費によって生じた負債を償却するため、1791年3月に初の国内生産物に対する課税（内国税）として、蒸留酒に物品税を課すことを決定した。当時のアメリカにおいて国内で生産・流通していた蒸留酒は基本的にウィスキーであったために、この税法はウィスキーに対するものと認識され、一般に「ウィスキー税」と呼ばれることになった。そしてこの税法に対して、特に西部辺境の開拓農民たちが反発した。当時、西部の辺境地域では農民たちが副収入として余剰穀物を使ってウィスキーを生産するのが一般的であったこと、また辺境地では貨幣の代わりとしてもウィスキーが流通していたことが大きかった。加えて、税法上の優遇措置や連邦政府に対する抗議の困難さは、かねてよりあった裕福な東部に対する貧しい西部という不公平感に拍車をかけ、西部の戦争帰還兵たちには、独立戦争の動機が代表のいない議会による課税に反対して起こしたもの（代表なくして課税なし）だったことを思い出させた。
その大部分においてペンシルベニア州西部の者たちは、派遣されてきた連邦政府の徴税官に、時に暴力を伴う嫌がらせや脅迫などを行い、納税を拒絶した。しだいに矛先は連邦政府だけではなく、その賛同者や協力者にも向けられるようになっていった。転機は1794年7月、派遣された連邦保安官が納税拒否者に対する召喚令状を発行した時だった。反対運動は最高潮に達し、500人以上の武装した男たちによって徴税官ジョン・ネビルの自宅が襲撃された。ここに至ってワシントンは武力鎮圧を指示し、各州から提供された民兵1万3千人を自ら率いてペンシルベニア州西部に出動した。しかし、暴徒達は軍隊が到着する前に解散したことで本格的な武力衝突には至らず反乱は終結、逮捕から起訴までされた者は20名、この中で有罪判決を受けたのは2名であり、それすらも大統領恩赦を受けて解放された。
この反乱は樹立したばかりの連邦政府が、その法律の施行に際して、暴力的な抵抗運動を弾圧する意志と能力を持っていることを示し、また、政策への反対は議会で示すという、すでに進行していたアメリカにおける政党政治の形成に貢献した。一方で、ウィスキー税の徴収は依然として困難なままであり、実効性を持たぬままに、1801年に当選した第3代大統領トーマス・ジェファーソンの政権下で廃止された。

## ウィスキー税の創設

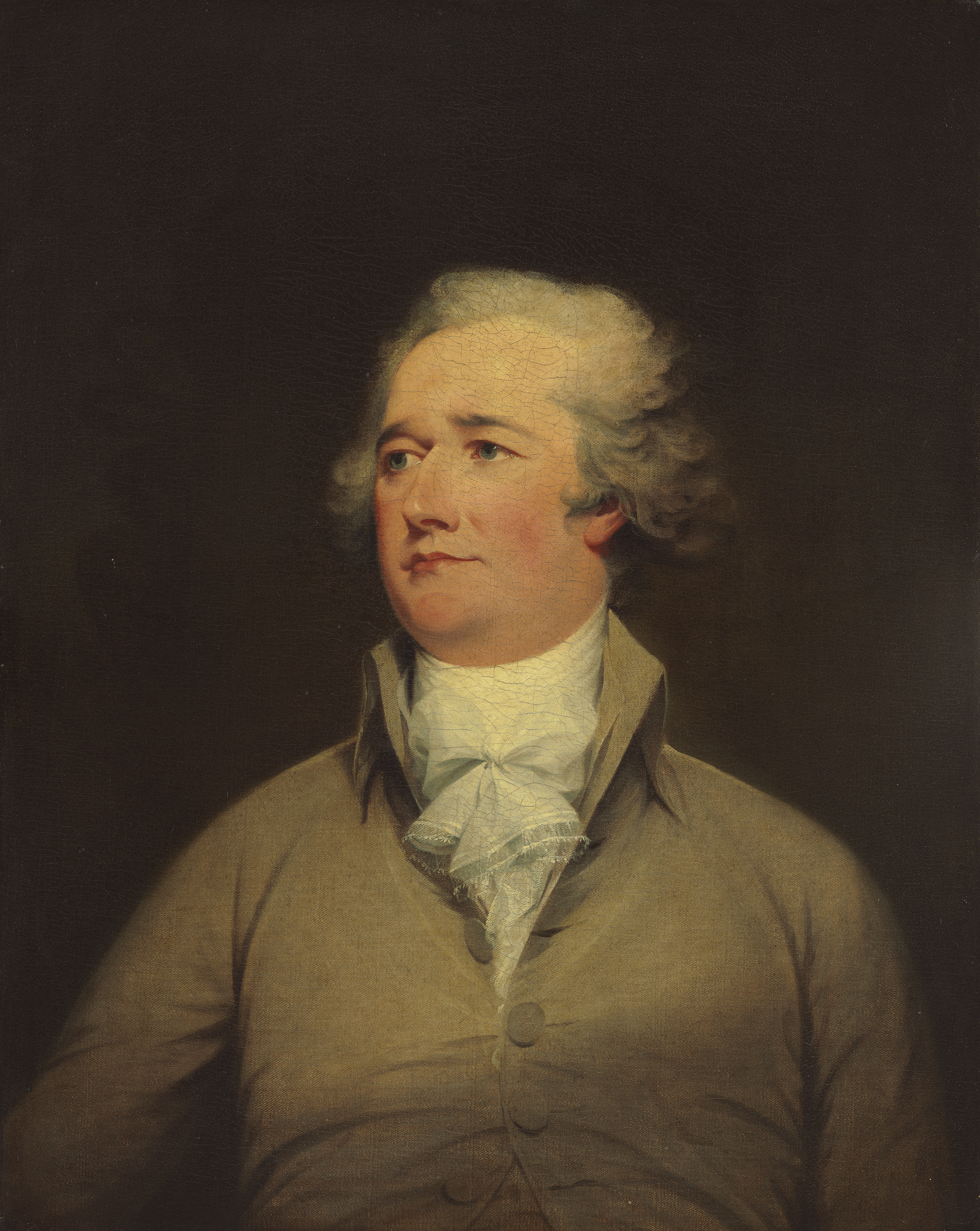
アレクサンダー・ハミルトンの肖像画（1792年、ジョン・トランブル作）。初代財務長官としてウィスキー税の導入を主導した。

アメリカ独立戦争後の1789年、アメリカ合衆国憲法が採択され、ジョージ・ワシントンを初代合衆国大統領とする新たな連邦政府が始まった。この前身となる連合会議体制下（連合規約）においては、中央政府には課税権がなく、独立戦争ではその費用を調達するために借金をし、5400万ドルもの負債を抱えた。これにさらに各州政府の負債2,500万ドルが積み上がっていた。
初代財務長官アレクサンダー・ハミルトンは、この負債を利用して、アメリカの繁栄と国家統一を促す金融システムを構築することを目論見、『公的信用に関する報告書』の中で、連邦政府の資金を投入することで州と国の債務を統合し、単一の債務とすることを議会に促した。議会は1790年6月と7月にこれらの措置を承認した。
この措置を取るにあたって、債権者に相当の金額を支払うために、政府独自の新たな収入源が必要になった。当時、政府の主要な収入源は輸入関税であったが、これは1790年12月までで既に限界まで引き上げられた状態にあるとハミルトンは判断していた。
そこで彼は、国内で生産された蒸留酒に対する物品税の可決を促した。これは国内生産物に対して、連邦政府が課した最初の租税となった。
課税対象はあくまで蒸留酒全般であったが、18世紀後半のアメリカにおいて一般に生産・流通していた蒸留酒とはウィスキーであったために、通称「ウィスキー税」と呼ばれるようになった。課税法が政治的に難題であることはハミルトンも認識していたが、贅沢品に対する課税（奢侈税）であれば可能だと考えた。
また、一部の社会改革者は、これを「悪行税」とし、アルコールの害について国民の意識を高めることができるものとして支持した。
こうして、通称「ウィスキー法」として知られる、ウィスキー物品税法は1791年3月に議会で成立した。
これを受けて同年11月、ジョージ・ワシントンは課税対象地域を定義し、徴税監督官（revenue supervisor）と徴税調査官（revenue inspector）を任命し、彼らの給与を決定した。

## 西部開拓地の不満
1790年当時17,000人ほどの人口があったペンシルベニア西部において、ウィスキー税は、すぐにこの地域の農民層で議論となり、辺境地域の多くの人々は、この課税が西部の人間を不当に狙い撃ったものだと主張した。
ウィスキーは需要の高い物品であり、農民は小さな蒸留器を使ってウィスキーを生産し、副収入としていた。
アパラチア山脈の西側に住む農民たちは余剰穀物を使ってウィスキーを生産しており、これは運搬が面倒な穀物よりもウィスキーの方が、山を超えて東部に運ぶのに簡単で収益性が高い側面もあった。よってウィスキー税は、東部の穀物生産者に対する競争力を削ぎ落とすことに繋がった。
さらに開拓地では常に現金が不足していたために、ウィスキーはしばしば代替通貨として機能していた。このため、ウィスキーが貨幣代わりだった貧しい人々にとって、この物品税は、本質的には所得税と同じであり、裕福な東部の者たちが払うことのない税であった。
加えて、小規模農家は、この物品税が東部に拠点を置く大規模蒸留所に事実上の不公平な税制的優遇措置を与えるものと抗議した。これはウィスキー税の納税方法には、一括で支払う方法（定額税）と、ガロン単位（従量税）で支払う2つの方法があり、大規模蒸留所は大量生産しているがゆえに一括で払うことが可能であったことによる。生産効率が上げれば上がるほど、1ガロンあたりの納税額は相対的に少なくなり（ハミルトンによれば6セントまで下がった）、対して、小規模蒸留所は通年でフル稼働しているわけではなかったために、ガロンあたりの割高な税（9セント）を支払わねばならなかった。
この税金の逆進性は、別要因によってさらに悪化した。現金流通が少ない西部辺境では裕福で人口の多い東部よりもウィスキーの価格はかなり安かった。つまり、すべての蒸留所が1ガロンあたり、同額の税金を納めなければならなかったとしても、開拓地の小規模な蒸留所は、東部の大規模なそれよりも、製品価格に占める税の割合が高くなることを意味していた。小規模蒸留所の業者たちは、ハミルトンが意図的に小規模業者を破滅させ、大企業化を促すために税制設計を行ったと信じており、この見解は、一部の歴史家たちも支持している。
しかし、歴史家のトーマス・スローターは「この種の陰謀は立証するのが難しい」と論じている。
もっとも意図したものかどうかに関わらず、大規模蒸留所は物品税が自分たちに与える優位を認識しており、この税法を支持した。
ウィスキー税は、別の側面からの懸念もあった。この法律ではすべての蒸留所に、必ず登記を要求しており、納税を拒否した者は地元の裁判所ではなく、遠く離れた連邦裁判所に出頭しなければならなかった。当時、連邦裁判所はフィラデルフィアにあり、開拓時代の小さな町であったピッツバーグからは300マイル（約482キロ）も離れていた。
ただ、当初から連邦政府は辺境地でのウィスキー税の徴収にはほとんど失敗していた。西部の小規模蒸留所の多くは納税を拒否し、連邦政府の徴税官と彼らを支援する住民たちは、抗議者の怒りの矢面に立たされた。反対者は、何人もの徴税官に嫌がらせを行い、事務所や住居を提供した者を脅迫をしたり、暴力を加えた。この結果、多くの西部の群（カウンティ）では、連邦政府の税務官は常駐できなかった。
また、もともと西部地域は、連邦政府に対して多くの不満を抱えていた。その中でも主に政府が西部辺境地域の住民たちを適切に保護していないという認識があった。
1785年に始まった北西インディアン戦争はアメリカにとって悪い状況に進み、1791年には大きな損害が発生した。さらに当時ルイジアナを領有していたスペインによってミシシッピ川の商業利用を禁じられてもいた。これらの問題が解決されるまで、西部では政府が自分たちの安全や経済を無視していると感じていた。こうした既存の不満にウィスキー税が追加されたことは、開拓地での緊張を高めるだけであった。

## 抵抗運動

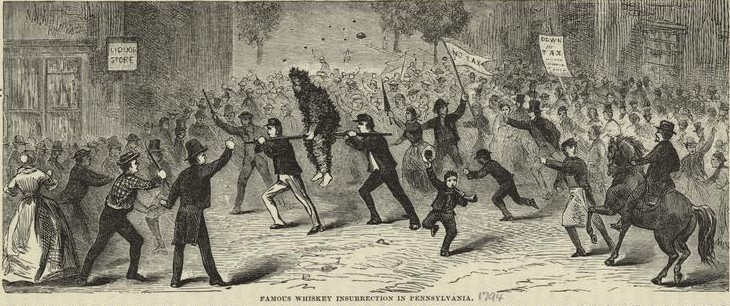
「Famous Whiskey Insurrection in Pennsylvania（有名なペンシルベニアのウィスキー反乱）」（1880年）。タール羽の刑を受けた徴税官が横木に乗せられて町から追い出されるところが描かれている。

西部辺境地の住民の多くはウイスキー物品税の可決に反対するよう請願を行った。それが失敗すると、ペンシルバニア州西部の者たちの一部が、法律の廃止を訴えるための非合法的な会議を組織した。
課税に対する反対運動は、南西部の4つの群（アレゲニー、ファイエット、ワシントン、ウェストモアランド）で特に盛んであった。
1791年7月27日、ファイエット郡レッドストーン・オールドフォートで予備会議が開催され、同年9月に開催されたピッツバーグでの本会議に参加する代表者が決められた。本会議は暴動の発生は望まなかったヒュー・ヘンリー・ブラッケンリッジのような穏健派によって占められた。
会議はペンシルバニア州議会とフィラデルフィアの連邦下院議会に不満解消のための嘆願書を送った。
これや、また他の嘆願書によって、1792年5月に物品税法の修正が行われた。この修正ではペンシルベニア西部選出の下院議員ウィリアム・フィンドリーが提唱した1セントの減税が含まれていたが、それでもまだ多くの西部の者達にとって不満が残るものであった。
反対運動を非暴力で進めたい思惑はうまくいかなかった。1791年9月11日、ワシントン郡にて、任官したばかりの徴税官ロバート・ジョンソンが、変装したギャングによってタール羽の刑（標的にタールと羽毛を掛けて晒し者にする私刑）を受ける事件が発生した。
ジョンソンを襲撃した者に裁判所の召喚令状を渡すために当局から派遣された者もまた、鞭打ちにタール羽の刑を受けた。
こうした暴力行為を含む、攻撃的な反抗運動のために1791年と1792年初期の徴税実績はゼロとなった。
襲撃者たちはアメリカ独立運動の抗議活動を模範とした。一方で物品税の支持者たちは、植民地時代における代表者のいない議会での課税（代表なくして課税なし）と、アメリカ国民による選挙で選ばれた代表によって定められた課税には違いがあると主張した。
ウィスキー税反乱に関する古い記録では、この反対運動はペンシルバニア西部でのみ起こったかのように記されていたが、実際にはアパラチア山脈の西側に領域を持つすべての州（メリーランド、バージニア、ノースカロライナ、サウスカロライナ、ジョージア）でも同様の運動が起こっていた。
また、開拓時代のケンタッキー州でも、その全域において法を執行できる者がおらず、脱税者を起訴することもできず、結果、全域で徴税はなされなかった。
1792年時点でハミルトンは、ノースカロライナ州西部における暴力的な抵抗運動を収拾するには軍事行動が必要だと訴えたが、司法長官エドムンド・ランドルフはその措置を法的に正当化する根拠が不十分だと主張した。
1792年8月、ピッツバーグで2回目の反対運動の会議が開かれた。この時は前回よりも急進派で占められ、ブラッケンリッジやフィンドリーのような穏健派は出席しなかった。後の財務長官であり、出席した穏健派の一人アルバート・ギャラティンは、後に出席したことを後悔した。
会議ではミンゴ・クリーク協会として知られる過激派グループが、場を牛耳り、過激な要求を出した。彼らはアメリカ独立運動で行ったように、自由の柱を掲げ、通信連絡委員会を結成し、地元民兵を統制した。さらに独自の裁判所を立ち上げ、借金の取り立てや差し押さえのための訴訟を思い留まらせた。
ハミルトンは、この第2回会議を、連邦政府の法の執行に対する重大な脅威と見なした。1792年9月、彼はペンシルベニア州の徴税官ジョージ・クライマーを州西部に派遣し、調査させた。しかし、彼がやったことは変装して現地を回ることと、現地の役人を脅すという不器用な企てであり、緊張を高めただけであった。そして彼のやや誇張された報告書は、ワシントン政権の対応に大きな影響を与えた。
ワシントンとハミルトンは、当時首都があったペンシルベニア州内で、連邦法に対する反抗が起こっていることを、特に厄介なものと捉えていた。ハミルトンは独断で物品税法への反対運動を糾弾する大統領布告を作成し、ランドルフ司法長官に提出した。ランドルフが一部修正を加えたものを1792年9月15日にワシントンが署名し、この布告文は大判の形で多くの新聞に掲載された。
ペンシルベニア州西部の連邦徴税官に任命されたジョン・ネヴィル将軍は、法の執行を決意していた。
ネヴィルは著明な政治家であると同時に裕福な農場主でもあり、大規模な蒸溜所も所有していた。そのため、彼自身も当初はウィスキー税に反対していた。彼の転向は、一部のペンシルベニア西部の住人たちを怒らせた。
1792年8月、ネヴィルは徴税業務のオフィスとしてピッツバーグで部屋を借りたが、ミンゴ・クリーク協会が暴力を振るうと大家を脅したために、ネヴィルは追い出されてしまった。
この頃から、ペンシルベニアで標的となったのは徴税官だけではなく、彼らに協力する者も含まれるようになり、嫌がらせを受けた。「トム・ザ・ティンカー」（Tom the Tinker、行商人トム）と署名された匿名のメモや新聞記事は、ウィスキー税に応じる者を脅した。
警告に従わなかった者たちは、納屋を焼かれたり、蒸留器を破壊されることがあった。
反対運動はアパラチア沿いの開拓地において1793年まで続いた。特にペンシルベニア西部が激しかった。
6月、ワシントン郡にて、約100人の群衆がネヴィルを象った人形を焼く出来事が発生した。
11月22日の夜には、ファイエット郡の徴税官で、ネヴィルと同じく地域で最も裕福であったベンジャミン・ウェルズの家に男たちが押し入る事件が起こった。
侵入者たちは銃口を突きつけると、職務を放棄するよう脅迫した。
ワシントン大統領は、犯人逮捕のための懸賞金を公示したが無駄であった。
1794年8月9日には新しいウィスキー税への報復として30人の男たちが、バージニア州モーガンタウンの地方税徴官ウィリアム・マクレリーの家を取り囲んだ。マクレリーは、怒れる暴徒たちに身の危険を感じて、奴隷に扮して家から脱出し、川を泳いで安全な場所に退避した。その後、3日間にわたり部外者や町民がモーガンタウンを包囲したため、州当局はこの出来事が他の辺境地の郡にも波及することを恐れた。

## 1794年の暴動

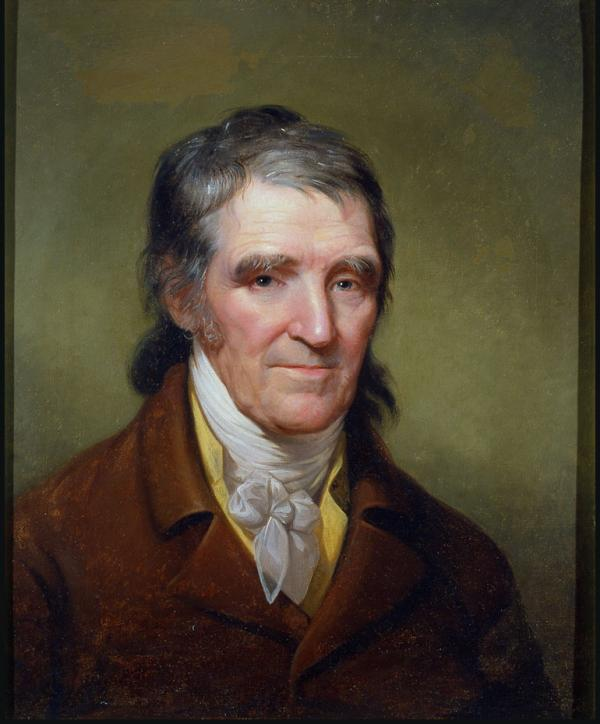
連邦下院議員ウィリアム・フィンドリーの肖像画。彼は1796年の自著においてハミルトンが意図的に暴動を誘発したと論じている。

1794年、反対運動は頂点に達した。その年の5月に連邦地方検事のウィリアム・ロウルは物品税の納税を拒否したペンシルバニア州の60以上の蒸留所に召喚状を発行した。
当時の法律では、この召喚状を受け取った者は連邦裁判所に出頭することが義務付けられていたが、それがあるのはアパラチア山脈を挟んで州東端のフィラデルフィアであった。開拓時代の西部の農民たちにとってそのような旅は費用も時間もかかり、到底無理なことであった。
1794年6月5日、ウィリアム・フィンドリーの働きかけによって議会は修正案を可決し、物品税の裁判が地元の裁判所でも行えることを許可した。
ところが、その時すでに連邦保安官デイヴィッド・レノックスが、税金未納の蒸溜所をフィラデルフィアに呼び出す令状を送達するために派遣されていた。司法長官ウィリアム・ブラッドフォードは、後に、法律の遵守を強制するために行ったものであり、政府として、実際にフィラデルフィアで裁判を行うつもりはなかったと弁明した。
これら出来事のタイミングは、後世にハミルトンが意図的に暴動を引き起こしたかについての論争に繋がった。
ハミルトンの政治的な対立者であったフィンドリーは、彼の暴動に関する著作において、法律が緩められる直前に召喚状を発行することによって財務長官は意図的に暴動を誘発したと主張した。
1963年、ハミルトンの論文を編集した歴史家ジェイコブ・クックは、この告発を「馬鹿げている」と見なし、ハミルトンの連邦政府に対する支配力を誇張した「陰謀論」と呼んだ。
1986年に歴史家のトーマス・ローターは、「動機についての疑問は常に残されていなければない」と前置きした上で、当時における暴動の発生は「皮肉な偶然の連鎖」によるものと論じた。
2006年、アメリカ史におけるハミルトンの役割に一般的に批判的であるウィリアム・ホージランドは、ハミルトン、ブラッドフォード、ロウルが「連邦軍が弾圧を正当化するための暴力」を誘発するような方針を意図的に追求したと主張した。
歴史家のサミュエル・モリソンは、ハミルトンが一般的に「収入源としてよりも社会的規律の尺度として」物品税を施行することを望んでいたと推測している。

### バウアー・ヒルの戦い

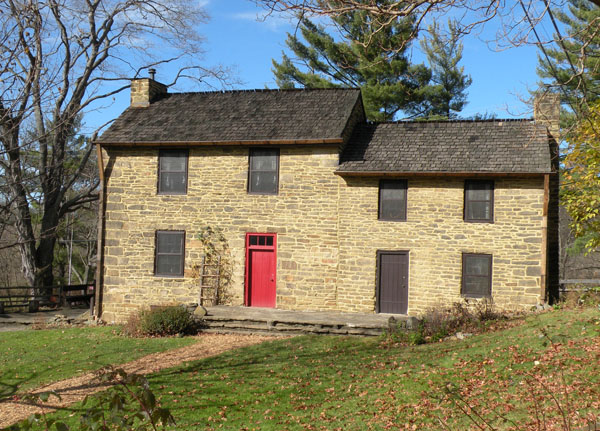
ペンシルベニア州アレゲニー郡サウスパークタウンシップのオリバー・ミラー・ホームステッドにあるジェームズ・ミラー・ハウス。1794年の反乱における最初の発砲はこの場所で起こった。

連邦保安官レノックスは、特に問題なくほぼすべての召喚令状を交付した。
7月15日、ネヴィル将軍がアレゲニー郡における案内役を申し出て、2人は共に巡回を行った。
同夜、ピッツバーグから南に16キロほどの所にあったミラー農場にて、2人が威嚇射撃される事件が起こった。レノックスはピッツバーグへと引き返し、ネヴィルは自宅に戻った。
翌16日、少なくとも30人のミンゴ・クリーク協会の民兵がネヴィルのバウアー・ヒルにあった要塞化された邸宅を取り囲んだ。
彼らは、連邦保安官が中にいると考え、その身柄を要求したが、ネヴィルは「反逆者たち」に発砲することで応えた（この発砲で暴徒のオリバー・ミラーが致命傷を負った）。
暴徒達も応戦して発砲したが、ネヴィルは奴隷たちの助けを借りて家を守った。
暴徒達は援軍を集めるために近くのカウチ砦に撤退した。
翌日、暴徒らはバウアー・ヒルに戻ってきた。彼らの規模は600人近くに膨れ上がり、独立戦争にも参加した退役軍人ジェームズ・マクファーレン少佐が指揮を取っていた。
対するネヴィルも援軍を受けており、ピッツバーグからネヴィルの義兄で陸軍少佐のエイブラハム・カークパトリックが、部下である10人の兵士を率いてやってきていた。
カークパトリックは、暴徒たちが到着する前に、近くの渓谷に部隊を潜ませた。
レノックスとネヴィルの息子プレスリー・ネヴィルも応援のため駆けつけていたが、ネヴィルの邸宅に入る前に暴徒たちに捕らえられた。
いくつかの無駄に終わった交渉の後、女子供は家から退却することが許され、その後、双方による銃撃戦が始まった。約1時間後、マクファーレンが停戦を呼びかけた。一説によれば、家の中で白旗を降るのが見えたからだという。マクファーレンが攻囲から出てきたところ、邸宅内から銃声が聞こえ、彼は致命傷を負った。これに激怒した暴徒たちは奴隷宿舎を含む屋敷に火を放ち、カークパトリックは降伏した。
バウアー・ヒルの戦いにおける死傷者の数は不明である。暴徒側は少なくともマクファーレンと、他1,2名の民兵が殺された。また、アメリカ兵1名が、このときの戦傷が元で死亡した可能性がある。
暴徒たちはアメリカ兵を追い払い、カークパトリック、レノックス、プレスリー・ネヴィルは捕虜として捕まったが、後に逃亡に成功した。

### ピッツバーグ大行進

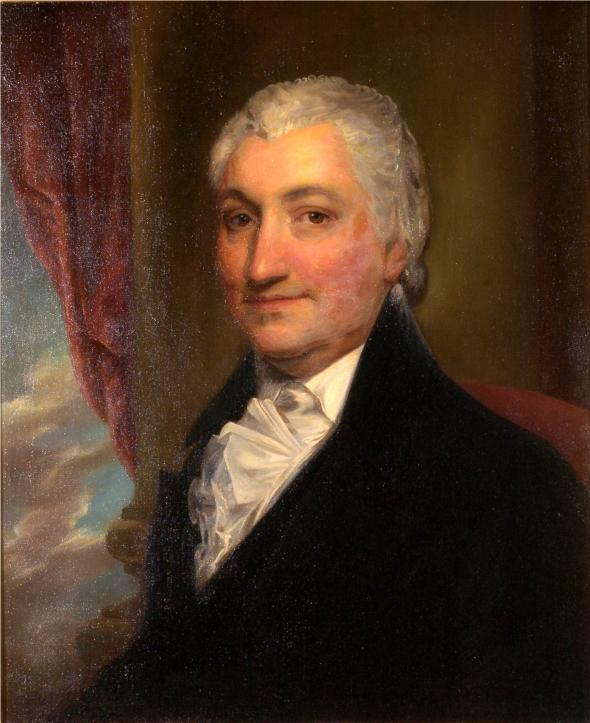
穏健派だったヒュー・ヘンリー・ブラッケンリッジの肖像画。暴徒たちの破壊行為を防ごうとした。

7月18日、マクファーレンを英雄として弔う葬儀が行われた。この「殺人」は、反乱軍の言葉を借りれば、地方をさらに過激化させることにつながった。
ブラッケンリッジのような穏健派は民衆を強く宥めることを余儀なくされる一方で、デヴィッド・ブラッドフォードのような過激な指導者が現れ、暴力による抵抗を推進した。7月26日、ブラッドフォード率いる一団はピッツバーグ発の郵便物を強奪して、自分たちに反発する町の人間を割り出そうとし、実際に反乱軍を非難するいくつかの手紙を発見した。そしてブラッドフォードと仲間たちは、ピッツバーグの東約8マイル（13キロ）にあるブラドックズ・フィールドに集まり、軍事集会を開くことを呼びかけた。
8月1日、ブラドックズ・フィールドには約7,000人の人々が集まった。
この時集まった者たちのほとんどは、土地を所有せず、またウィスキー蒸溜器も所有していない貧しい人々であった。すなわち、発端はウィスキー税を巡る騒動であったにもかかわらず、この頃になると広く経済的不満が爆発した形となっており、そのためにウィスキー税と無関係の裕福な資産家らが襲われる事例も発生していた。
この参加者の中でも特に過激な者たちは、彼らが「ソドム」とみなしたピッツバーグまで行進し、その富裕層の邸宅から略奪を行った上に街を焼き払おうと考えていた。
また、ファイエット砦を攻撃しようとする者もいた。同時期に起こっていたフランス革命を称賛し、アメリカにギロチンを持ち込もうと提案する者もいた。ブラッドフォードは、自分のことをフランス革命における恐怖政治の指導者であったマクシミリアン・ロベスピエールに擬えていたとも言われている。
ブラドックズ・フィールドの集会ではアメリカからの独立を宣言し、スペインあるいはイギリスと手を組むという話も出ていた。急進派は独立宣言のために新たな旗も作った。この旗は集会に参加したペンシルベニア州のアレゲニー、ベッドフォード、ファイエット、ワシントン、ウェストモアランド、及び、バージニア州のオハイオといった各郡を示す6本のストライプが描かれた意匠であった。
ピッツバーグの市民たちは、盗み読まれた手紙によって反乱軍を怒らせた3名を追放し、集会への支持を表明するためにブラドックズ・フィールドに代表団を送ったことで緊張の緩和を果たした。
ブラッケンリッジは群衆を説得し、抗議活動を街の中での行進に留めさせた。結果、ピッツバーグではカークパトリック少佐の納屋が焼き討ちされた以外は、放火は行われなかった。

### ウィスキー・ポイントでの会合

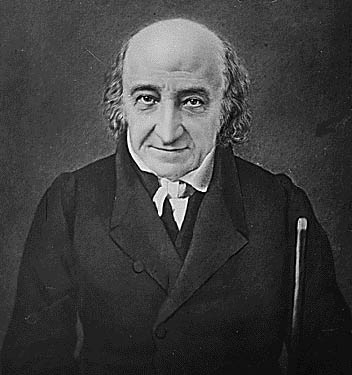
アルバート・ギャラティンの肖像写真。反乱軍に節度ある行動の必要性を訴えた。

8月14日、6つの郡から集まった226人のウィスキー反乱軍の者たちが、現在のモノンガヒラにあるパーシソンズ・フェリー（現在のウィスキー・ポイント）で集会を開いた。ここではブラッケンリッジ、ギャラティン、ブラッドフォード、そしてベッドフォード郡の代表であるハーマン・ハズバンドという風変わりな巡回説教者らが起草した決議案が検討された。ハズバンドは地元で著名な人物であり、25年前のノースカロライナのレギュレーター運動の参加者でもある急進的な民主主義者であった。
この集会ではワシントン大統領によって西部に派遣された和平委員会と会談するための委員会も任命された。
そこでギャラティンは和平策を支持し、さらに反乱の規模を大きくするブラッドフォード案に反対する雄弁な演説を行った。

### 連邦政府の対応
ペンシルベニア州西部における武力蜂起の危機に際して、ワシントン大統領は政府の権威を維持するために慎重に行動した。世論の支持に注意し、大統領顧問団に、意見書を求めた。和解を促したランドルフ国務長官を除いて、顧問団は武力行使を助言した。
ワシントンは民兵隊を招集する一方で、反乱軍と会談するための特使を派遣した。ワシントン自身はこの使節が成果を上げる可能性に懐疑的であり、反乱を抑制するためには軍事遠征しかないと考えていた。
このため、通説では交渉のための特使は見せかけのものであり、武力行使は既定路線であったと批難されることがある。
歴史家のスタンリー・エルキンスとエリック・マッキトリックは、圧倒的な武力示威によって反乱軍を牽制できるとして、軍事遠征は「それ自体が和解プロセスの一部」とみなされると主張している。
一方、ハミルトンはフィラデルフィアの新聞紙上で、タリー（Tully）と名乗ってペンシルベニア州西部の暴動を糾弾し、軍事行動を提唱するコラムを書き始めた。「民主共和協会（Democratic-Republican Societies）」と名乗る結社が全国各地で結成され、ワシントンとハミルトンは、これが市民不安の原因とみなした。
2003年、歴史家のマーク・スペンサーは「正確な協会の役割について歴史家の間で定説はない」としつつ、「協会のメンバーとウィスキー反乱軍のメンバーには一定の重複がみられた」と書いている。
1792年の民兵法では、軍隊を編成するには、地方当局が司法の執行能力を喪失していることを、合衆国最高裁判所の判事が認定する必要があった。1794年8月4日、ジェイムズ・ウィルソン連邦最高裁判事は、ペンシルベニア州西部は反乱状態にあるという見解を出した。
8月7日、ワシントンは大統領令を発し、「非常に遺憾に思う」と申し添えながら反乱鎮圧のために民兵隊を派遣することを発表した。そして、反乱軍に対し、9月1日までに解散することを命じた。

#### 和平交渉
1794年8月初旬、ワシントンは和平協議のための特使3名をペンシルベニア州西部に派遣した。いずれもペンシルバニア人であり、ペンシルベニア州最高裁判所のウィリアム・ブラッドフォード判事とジャスパー・イェーツ判事、ジェームス・ロス州上院議員であった。
8月21日から、ブラッケンリッジとギャラティンを含む西部代表者たちとの会談が始まった。政府特使は、暴力の放棄と連邦法に従うことを満場一致で同意し、かつ、地元民がその決定を支持するかを確かめる住民投票の実施が必要だと述べた。そして、この条件に同意した者には恩赦を与え、今後追訴されないとした。
西部代表団は強硬派と穏健派に分かれ、僅差で政府案を飲むことに同意する決議を採択した。9月11日に行われた州全体の住民投票でも様々な結果が出た。連邦法に従うことを圧倒的に指示する町村もある一方、貧民層や小作農民が多くいる地域では政府に対する反対が依然として強かった。
1794年9月24日、ワシントンは特使から「法の正当な執行を確保するためには、現地当局を軍事力で支援する必要がある」という報告を受けた。
9月25日、ワシントンはニュージャージー、ペンシルベニア、メリーランド、ヴァージニアの民兵を召集する大統領令を発し、反乱軍に協力した者は危険を承知で行ったとみなすと警告した。
もっとも、西側地域は降伏する方向に進んでおり、代表のウィリアム・フィンドリーとデイヴィッド・レディックを派遣してワシントンと会談し、連邦軍の撤退を求めた。しかし、ワシントンとハミルトンは、これを拒否し、撤退すれば再び反乱が起こる可能性が高いと指摘した。

#### 連邦軍の出動と反乱軍の解散

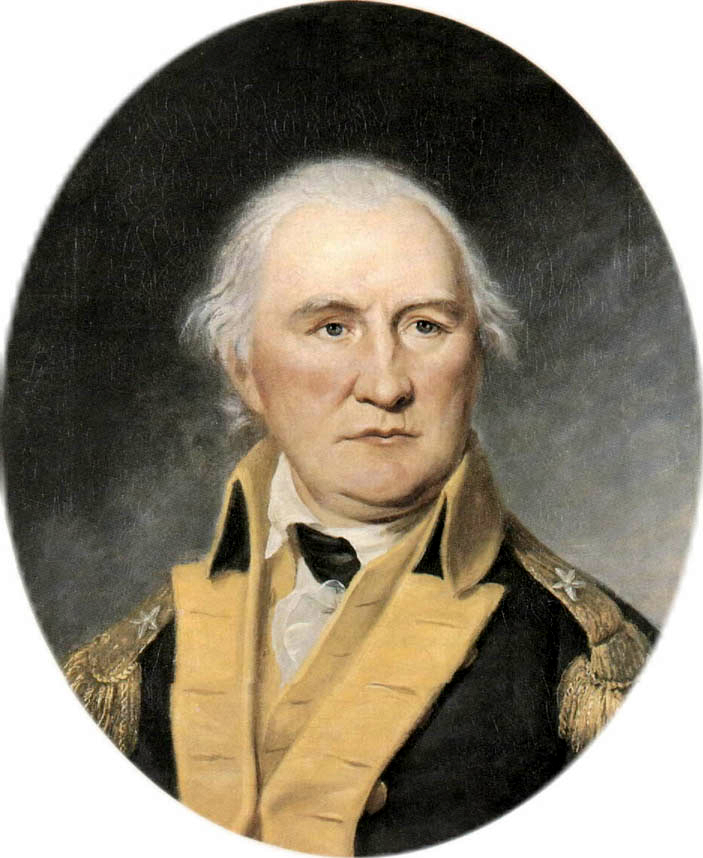
反乱鎮圧にあたって、実際に現場で連邦軍を率いたダニエル・モーガン。

成立して間もない連邦民兵法に基づき、ニュージャージー、メリーランド、バージニア、ペンシルベニアの各州知事の権限で州民兵が召集された。集められた12,950人の民兵は、当時のアメリカとしては大規模な軍隊であり、独立戦争中のワシントン軍に匹敵する大軍であった。
しかし、民兵に志願する者は少なく、徴兵が行われた。徴兵忌避は広く行われ、東部地域では抗議や暴動が起きた。バージニア州東部の3つの郡では、徴兵に対して武力抵抗が起きた。メリーランド州ではヘイガーズタウンで起きた反徴兵暴動鎮圧のために、トーマス・シム・リー知事が800人の兵士を送り、約150人が逮捕された。
民兵の募集に対して、各地で自由の柱（リバティポール）が掲げられ、連邦政府を危惧させた。
ペンシルバニア州カーライルには9月11日に掲げられたが、同月末に連邦軍が町に入ると柱を立てた容疑者は一斉検挙され、この騒動の中で2人の民間人が殺された。9月29日には警官の拳銃の誤射により、丸腰の少年が亡くなる事件が起きた。この2日後には、逮捕に抵抗した「地域移動者（Itinerant Person）」が、兵士に「銃剣（Bayoneted）」で殺される事件が発生した（殺された男は、スクールキル川の運河掘削のために集められた500人規模のアイルランド人労働者の一人である可能性があり、兵士からライフルを奪おうとして殺されたという。この殺害に少なくとも労働者の一人が強く抗議したことで、彼は「監視下に置かれた」）。
ワシントンは2人の兵士の逮捕を命じ、司法機関に引き渡した。州の判事は、偶発的な事故と判断し、兵士たちは釈放された。
9月30日、ワシントンはフィラデルフィアを出発し、進軍の状況を確認した。
歴史家のジョセフ・エリスによれば、「現職のアメリカ大統領が自ら軍隊を率いて戦場に赴いた最初かつ唯一の例」であったという。
まず、ペンシルバニア州レディングで、カーライルで動員を命じた残りの民兵と合流した後、10月2日に同地を出発し、「（スクールキルとサスケハナの）運河を見る」として、西のウォメルズドルフへ向かった。
ワシントンは10月9日にペンシルベニア州ベッドフォードで西部地域の代表と会談した後、メリーランド州のカンバーランド砦に行き、南部からの軍隊を閲兵した。
そして連邦軍として編成された民兵隊はほぼ抵抗に遭わないと確信し、独立戦争の英雄でもあったバージニア州知事ヘンリー・リー（通称ライトホース・ハリー）に指揮を任せることを決め、ワシントンはフィラデルフィアに戻った。ハミルトンは文民顧問として軍に留まった。
ヘンリー・リー指揮下で、ダニエル・モーガンが部隊を率いてペンシルベニア州西部に進駐した。モーガンは独立戦争のカウペンスの戦いで勝利した将軍であり、今回の招集を受けて少将に昇進した。
こうした大規模な武力投入により、一発の銃声もなく反乱は鎮圧された。その後も、治安維持のためモーガンは約1200名の民兵隊を率いて1795年までペンシルベニアに駐屯した。この中には、後にルイス・クラーク探検隊の隊長を務めたことで知られるメリウェザー・ルイスがいた。

## その後

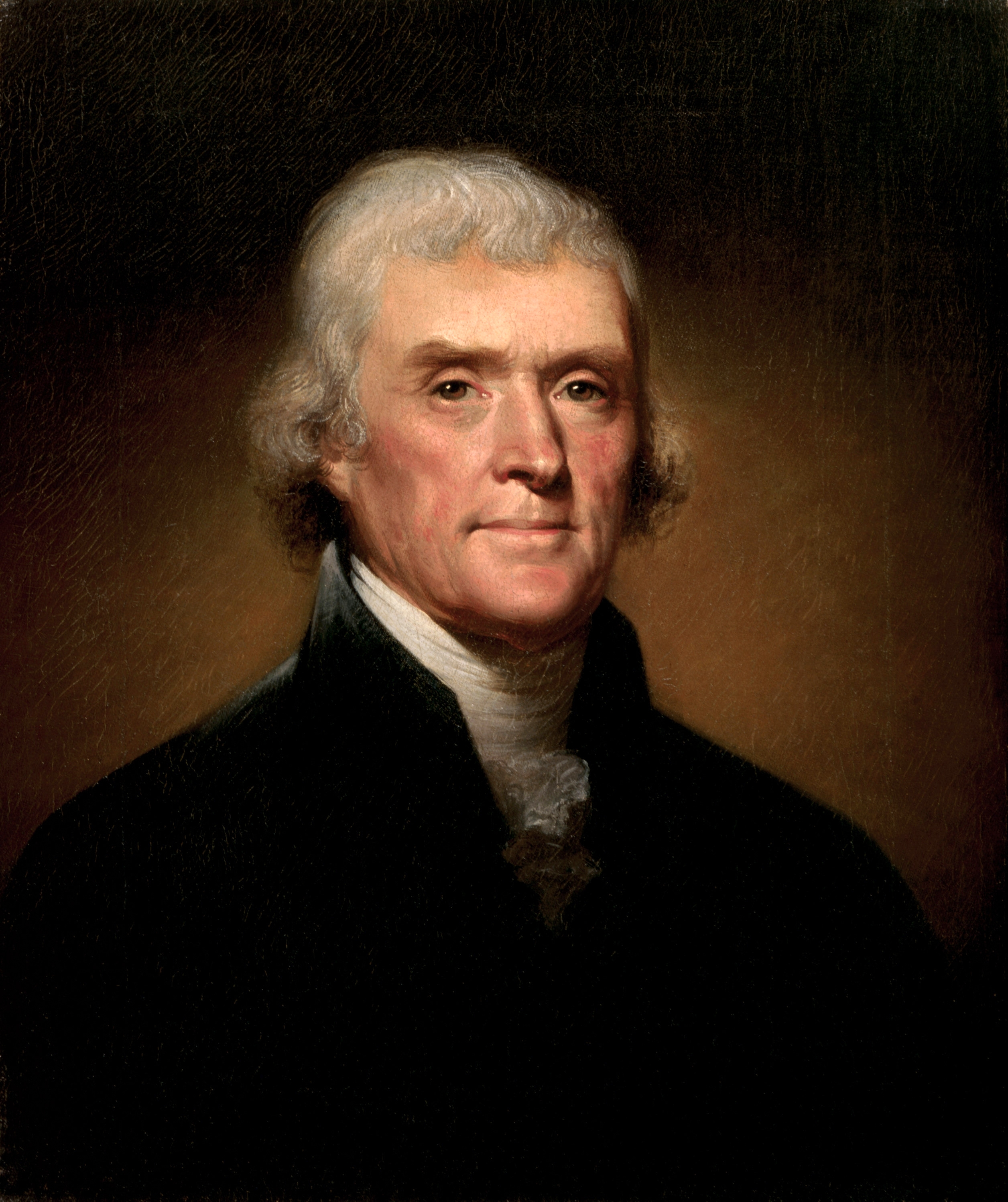
第3代合衆国大統領トーマス・ジェファーソンの肖像画（1800年）。納税反対者たちに支持され、最終的にウィスキー税を廃止した。

連邦軍の進軍に際して自壊した反乱軍では、デイヴィッド・ブラッドフォードのような目立った指導者は、連邦政府の管轄外にある安全な西方地域へと逃亡した。起訴された者たちが実際に裁判にかけられるまでには6ヶ月を要した。ただ、ほとんどは人違い、信憑性のない証言、証人不足のため無罪となった。
作家のトーマス・J・クローウェルによれば、2000人もの反乱軍が、民兵の手の届かない山奥への逃げ込んでしまったことは、フィラデルフィアの裁判において、ブラッドフォードのような反乱のリーダーを反逆罪で絞首刑にしたかったハミルトンを大いに失望させるものであった。裁判の被告となった20名は追跡を諦めた民兵隊が捕らえた容疑者たちの中から見せしめとして選ばれた者たちであり、仮に罪がある者がいたとしても単に反乱に参加した程度であったが、連邦政府にとっては何もないよりは好ましい結果であった。
連邦軍と逮捕された反乱の参加者たちは、クリスマスにフィラデルフィアに到着した。大砲が発射され、教会の鐘が鳴らされる中で「兵隊を応援し、反乱軍を嘲るために、ブロードストリートには大勢の人々が詰めかけた（中略）プレスリー・ネヴィルは「彼らに同情せずにはいられない」と語った。捕虜たちは"屈辱的で、ボロボロであり、半分飢えている"状態でストリートを行進させられた」。
他の文献では重反逆罪で24人の男たちが起訴されたとしているものがある。
いずれにせよ被告のほとんどは逃亡に成功していたため、連邦裁判所での審理を受けたのは10人だけであった。
さらにこの中で実際に有罪判決を受けたのはフィリップ・ウィグルとジョン・ミッチェルだけであった。ウィグルについては徴税官を殴って、その家を焼いた者であったが、ミッチェルはブラッドフォードに説得されて郵便物を盗んだだけの者であった。2人は反逆罪で有罪判決を受け、絞首刑を宣告されたが、後にワシントンによって恩赦が出された。
ペンシルベニア州の裁判所は、暴行や暴動の罪で、多くの法を犯した者を捕らえて起訴し、有罪判決を下すことができた。
7度目となる一般教書演説の中で、ワシントンはミッチェルとウィグルに大統領恩赦を与えるという決定について説明した。いつものように、演説の草稿はハミルトンとジョン・ジェイが書き、最後にワシントンが手を入れたものであった。
ウィスキー税に対する暴力的な反対運動は終わりを迎えたが、依然として穏健な反対運動は続いた。反対派は、内国税に関してハミルトンと対立したトーマス・ジェファーソンを支持し、最終的に彼が1800年の大統領選挙で勝利することに貢献した。そして1802年までに連邦議会はウィスキー税を含む、すべての連邦政府による内国税を廃止した。こうして連邦政府は1812年の米英戦争まで歳入を輸入関税にだけ頼ることとなったが、対外貿易の拡大により、関税収入は急速に成長した。

## 影響
ウィスキー税に端を発する反乱をワシントン政権が武力鎮圧したことは、広く民衆の支持を得た。
この出来事は、新しい中央政府が、法に対する暴力的な反抗を弾圧する意思と能力を所有していることを示した。よって、一般に歴史家の間では、ワシントン政権の試みは成功したとみなすことが通説となっている。
しかしながら、ワシントン政権とその支持者たちは、物品税の徴税が依然として困難であり、多くの西部住民が支払いを拒絶し続けたことには言及しなかった。
また、この出来事は既に進行していたアメリカにおける政党政治の形成に貢献した。
ハミルトンとワシントンの連邦党に対抗して生まれたトーマス・ジェファーソン率いる民主共和党は、1801年に政権を握るとウィスキー税を廃止した。
この反乱は新憲法の下でどのような抗議が許されるかという問題を提起した。法制史家のクリスチャン・G・フリッツによれば、憲法批准後でさえ、国家主権についてのコンセンサスはまだ得られていなかったという。連邦主義者は、政府は国民の手によって成立したのだからそこに主権があると考え、たとえ独立戦争の間は許されていた過激な抗議行動であっても、もはや許されないものだと捉えた。一方、ウィスキー税の反乱者とその支持者たちは革命によって、国民が「集団的主権者」として確立されたのであって、憲法で認められぬ手段によって、政府を変更したり、異議を唱えることができる集団的権利を有していると考えていた。
歴史家のスティーブン・ボイドは、ウィスキー税反乱の鎮圧は、反連邦主義であった西部の住民に合衆国憲法を受け入れさせ、政府に抵抗するのではなく、共和党に票を投じることによって変化を求めさせるようになったと論じた。一方の連邦主義者たちにも、統治における大衆の役割を受け入れさせ、彼らは集会の自由と請願の権利に異議を唱えなくなった。

### 大衆文化

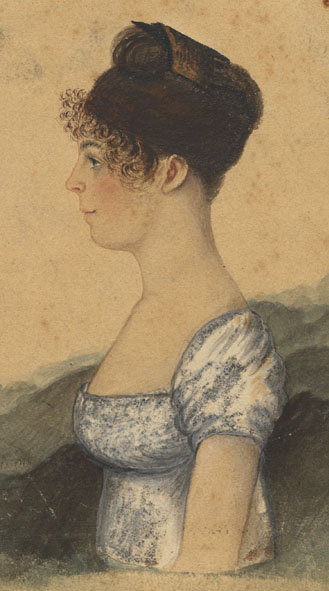
劇作家兼女優であったスザンナ・ローソンの絵。

ウィスキー税反乱の直後に、女優で劇作家のスザンナ・ローソンは『志願兵たち（The Volunteers）』と題する、この反乱を題材としたミュージカルを書いた。この作品の詳細は不明だが、作曲家アレクサンダー・レイナグルによる歌曲は残っており、ここからローソンが連邦主義者よりであったことがわかる。このミュージカルはアメリカの英雄として反乱を鎮圧した民兵たちを、すなわち、題にある「志願兵」を讃えている。
1795年1月、ワシントン大統領は妻マーサと共にフィラデルフィアで行われた公演を観覧している。
コメディアンのW・C・フィールズは、晩年の1946年に、レス・ポールのスタジオで「The Temperance Lecture」と題した音劇のコメディを収録した。これはアルバム『W. C. Fields ... His Only Recording Plus 8 Songs by Mae West.』に収録されている。
SF小説家のL・ニール・スミスは、「North American Confederacy Series（北米連合軍シリーズ）」の一環として1980年に歴史改変SF小説『The Probability Broach』を書いた。この小説ではアルバート・ギャラティンが、農民たちの利益を守るために反乱者側に参加し、結果として第2次アメリカ独立戦争に発展する。最終的に連邦政府の転覆に成功し、ワシントンは反逆罪で処刑された上に合衆国憲法も破棄され、ギャラティンが第2代大統領となる。
デイヴィッド・リスの2008年の歴史小説『The Whiskey Rebels』は、1794年の反乱自体は描かれないものの、架空の主人公らの視点で、そこに至る1788年から1792年の出来事が展開される。
2011年にペンシルベニア州ワシントンで「ウィスキー税反乱フェスティバル（Whiskey Rebellion Festival）」が始まった。毎年7月に開催され、ライブ音楽や食事の提供、また徴税官にタール羽の刑を行うといった歴史の再現劇が行われる。